# 山梨県道614号駒ヶ岳公園線
山梨県道614号駒ヶ岳公園線（やまなしけんどう614ごう こまがたけこうえんせん）は、山梨県北杜市を起点・終点とする一般県道である。

## 概要
尾白川や、駒ヶ岳北麓の観光地にアクセスするための路線として利用されている。狭小区間が存在するので通行には注意が必要である。

### 路線データ
- 起点：山梨県北杜市白州町大坊（大武川林道起点）
- 終点：山梨県北杜市白州町白須（白州中学東交差点＝国道20号交点）
- 延長：約6km

## 通過する自治体
- 山梨県北杜市

## 交差・接続する道路
- 山梨県道612号横手日野春停車場線（北杜市白州町横手）
- 国道20号（北杜市白州町白須・白州中東交差点）

## 周辺
- 北杜市立白州中学校
- 白州保育園